# North American Soccer League (1975)
North American Soccer League 1975 - 8. sezon NASL, ligi zawodowej znajdującej się na najwyższym szczeblu rozgrywek w Stanach Zjednoczonych i Kanadzie. Finał Soccer Bowl został rozegrany 24 sierpnia 1975 roku. Soccer Bowl zdobył drużyna Tampa Bay Rowdies.

## Rozgrywki
W rozgrywkach ligi NASL udział wzięło 20 drużyn. Do ligi dołączyły następujące zespoły: Chicago Sting, Hartford Bicentennials, Portland Timbers, San Antonio Thunder, Tampa Bay Rowdies. Natomiast Toronto Metros zmienił nazwę na Toronto Metros-Croatia.

## Sezon zasadniczy
W = Wygrane, P = Porażki, GZ = Gole strzelone, GS = Gole stracone, PKT = Liczba zdobytych punktów
Punktacja:
- 6 punktów za zwycięstwo
- 0 punktów za porażkę
- 1 punkt każdy za gol zdobyty w trzech meczach

| Northern Division      | W  | P  | GZ | GS | PKT |
| ---------------------- | -- | -- | -- | -- | --- |
| Boston Minutemen       | 13 | 9  | 41 | 29 | 116 |
| Toronto Metros-Croatia | 13 | 9  | 39 | 28 | 114 |
| New York Cosmos        | 10 | 12 | 39 | 38 | 91  |
| Rochester Lancers      | 6  | 16 | 29 | 49 | 64  |
| Hartford Bicentennials | 6  | 16 | 27 | 51 | 61  |

| Eastern Division     | W  | P  | GZ | GS | PKT |
| -------------------- | -- | -- | -- | -- | --- |
| Tampa Bay Rowdies    | 16 | 6  | 46 | 27 | 135 |
| Miami Toros          | 14 | 8  | 47 | 30 | 123 |
| Washington Diplomats | 12 | 10 | 42 | 47 | 112 |
| Philadelphia Atoms   | 10 | 12 | 33 | 42 | 90  |
| Baltimore Comets     | 9  | 13 | 34 | 52 | 87  |

| Central Division    | W  | P  | GZ | GS | PKT |
| ------------------- | -- | -- | -- | -- | --- |
| St. Louis Stars     | 13 | 9  | 38 | 34 | 115 |
| Chicago Sting       | 12 | 10 | 39 | 33 | 106 |
| Denver Dynamos      | 9  | 13 | 37 | 42 | 85  |
| Dallas Tornado      | 9  | 13 | 33 | 38 | 83  |
| San Antonio Thunder | 6  | 16 | 24 | 46 | 59  |

| Western Division     | W  | P  | GZ | GS | PKT |
| -------------------- | -- | -- | -- | -- | --- |
| Portland Timbers     | 16 | 6  | 43 | 27 | 138 |
| Seattle Sounders     | 15 | 7  | 42 | 28 | 129 |
| Los Angeles Aztecs   | 12 | 10 | 42 | 33 | 107 |
| Vancouver Whitecaps  | 11 | 11 | 38 | 28 | 99  |
| San Jose Earthquakes | 8  | 14 | 37 | 48 | 83  |

| Awans do finału          |
| Mistrz rundy zasadniczej |

## Liderzy klasyfikacji

### Kanadyjska
Punktacja:
- 2 punkty za bramkę
- 1 punkt za asystę

| Zawodnik        | Drużyna                             | Mecze | Gole | Asysty | Punkty |
| --------------- | ----------------------------------- | ----- | ---- | ------ | ------ |
| Steve David     | Miami Toros                         | 21    | 23   | 6      | 52     |
| Derek Smethurst | Tampa Bay Rowdies                   | 22    | 18   | 3      | 39     |
| Gordon Hill     | Chicago Sting                       | 21    | 16   | 7      | 39     |
| Peter Withe     | Portland Timbers                    | 22    | 16   | 6      | 38     |
| Uri Banhoffer   | Los Angeles Aztecs                  | 20    | 14   | 9      | 37     |
| Tommy Ord       | Rochester Lancers/New York Cosmos   | 21    | 16   | 3      | 35     |
| Ilija Mitic     | Dallas Tornado/San Jose Earthquakes | 19    | 15   | 3      | 33     |
| Ade Coker       | Boston Minutemen                    | 15    | 10   | 6      | 26     |
| Ace Ntsoelengoe | Denver Dynamos                      | 21    | 10   | 5      | 25     |
| John Coyne      | Toronto Metros-Croatia              | 22    | 7    | 11     | 25     |

### Bramkarze
* minumum 1260 minut
| Zawodnik       | Drużyna                | Minuty | Obrony | Stracone bramki | Shutouty | Średnia straconych bramek na mecz |
| -------------- | ---------------------- | ------ | ------ | --------------- | -------- | --------------------------------- |
| Shep Messing   | Boston Minutemen       | 1639   | 140    | 17              | 6        | 0.93                              |
| Barry Watling  | Seattle Sounders       | 2032   | 140    | 26              | 6        | 1.15                              |
| Graham Brown   | Portland Timbers       | 1948   | 144    | 26              | 5        | 1.20                              |
| Željko Bilecki | Toronto Metros-Croatia | 1949   | 123    | 27              | 8        | 1.25                              |
| Greg Weber     | Vancouver Whitecaps    | 1273   | 95     | 19              | 5        | 1.34                              |
| Mervyn Cawston | Chicago Sting          | 1586   | 94     | 24              | 4        | 1.36                              |
| Peter Bonetti  | St. Louis Stars        | 1829   | 189    | 28              | 5        | 1.38                              |
| Sam Nusum      | New York Cosmos        | 1554   | 131    | 25              | 3        | 1.45                              |
| Ken Cooper     | Dallas Tornado         | 1856   | 130    | 32              | 4        | 1.55                              |
| Bob Rigby      | Philadelphia Atoms     | 1802   | 144    | 32              | 4        | 1.60                              |

## Drużyna gwiazd sezonu
| Pozycja | Pierwsza drużyna                     | Druga drużyna                                 | Wyróżnienia                             |
| ------- | ------------------------------------ | --------------------------------------------- | --------------------------------------- |
| BR      | Peter Bonetti (St. Louis Stars)      | Ken Cooper (Dallas Tornado)                   | Barry Watling (Seattle Sounders)        |
| OB      | Bobby Smith (Philadelphia Atoms)     | Tony Want (Philadelphia Atoms)                | Tommy McConville (Washington Diplomats) |
| OB      | Mike England (Seattle Sounders)      | Stewart Jump (Tampa Bay Rowdies)              | Dave Gillett (Seattle Sounders)         |
| OB      | Werner Roth (New York Cosmos)        | Ralph Wright (Miami Toros)                    | Graham Day (Portland Timbers)           |
| OB      | Farrukh Quraishi (Tampa Bay Rowdies) | Charlie Mitchell (Rochester Lancers)          | Brian Rowan (Toronto Metros-Croatia)    |
| PO      | Arfon Griffiths (Seattle Sounders)   | Barry Powell (Portland Timbers)               | John Sissons (Tampa Bay Rowdies)        |
| PO      | Ronnie Sharp (Miami Toros)           | John Boyle (Tampa Bay Rowdies)                | Hugh Fisher (Denver Dynamos)            |
| PO      | António Simões (Boston Minutemen)    | Bobby Hope (Philadelphia Atoms)               | Wolfgang Sühnholz (Boston Minutemen)    |
| NA      | Steve David (Miami Toros)            | Peter Withe (Portland Timbers)                | Clyde Best (Tampa Bay Rowdies)          |
| NA      | Pelé (New York Cosmos)               | Tommy Ord (Rochester Lancers/New York Cosmos) | Derek Smethurst (Tampa Bay Rowdies)     |
| NA      | Gordon Hill (Chicago Sting)          | Stewart Scullion (Tampa Bay Rowdies)          | Uri Banhoffer (Los Angeles Aztecs)      |

## Playoff

### Ćwierćfinały
| 12 sierpnia 1975 | Seattle Sounders | 1:2 (Dogrywka) | Portland Timbers | Civic Stadium, Portland Widzów: 31 523 |
|                  |                  |                |                  |                                        |

| 13 sierpnia 1975 | Miami Toros | 2:1 (Dogrywka) | Boston Minutemen | Nickerson Field, Boston Widzów: 2 187 |
|                  |             |                |                  |                                       |

| 13 sierpnia 1975 | Los Angeles Aztecs | 1:2 k. 4:5 | St. Louis Stars | Francis Field, Saint Louis Widzów: 6 119 |
|                  |                    |            |                 |                                          |

| 13 sierpnia 1975 | Toronto Metros-Croatia | 0:1 | Tampa Bay Rowdies | Tampa Stadium, Tampa Widzów: 16 111 |
|                  |                        |     |                   |                                     |

### Półfinały
| 16 sierpnia 1975 | Miami Toros | 0:3 | Tampa Bay Rowdies | Tampa Stadium, Tampa Widzów: 22 710 |
|                  |             |     |                   |                                     |

| 17 sierpnia 1975 | St. Louis Stars | 0:1 | Portland Timbers | Civic Stadium, Portland Widzów: 33 503 |
|                  |                 |     |                  |                                        |

### Finał
| 24 sierpnia 1975 12:30 PDT | Tampa Bay Rowdies · Auguste 66' · Best 88' | 2:00:0 | Portland Timbers | Spartan Stadium, San Jose Widzów: 17 483 Sędzia: Henry Landauer |
|                            |                                            |        |                  |                                                                 |

| North American Soccer League 1975 Zwycięzcy |
| ------------------------------------------- |
| Tampa Bay Rowdies 1. Tytuł                  |

## Nagrody
- MVP: Steve David (Miami Toros)
- Trener Roku: John Sewell (St. Louis Stars)
- Odkrycie Roku: Chris Bahr (Philadelphia Atoms)[4]